# سميرة الشواشي
سميرة الشواشي سياسية تونسية، شغلت منصب النائب الأول لرئيس مجلس نواب الشعب من 13 نوفمبر 2019 حتى حل البرلمان في 30 مارس 2022.

## السيرة الذاتية
- حاصلة على الأستاذيّة: مرحلة أولى حقوق والإجازة في اختصاص التربية المدنية.
- عضو الشبكة الإفريقيّة لمكافحة الفساد.
- ناشطة في الحياة السياسيّة منذ سنة 2000.
- عضو مجلس النواب منذ 2004 إلى غاية 2009 ثّم 2011.
- عضو قار سابق بلجنة المالية والتخطيط والتنمية الجهويّة.
- عضو قار سابق بلجنة الشؤون السياسيّة.
- عضو سابق بالجمعية البرلمانية الأورومتوسّطيّة.
- 2010 : قيادية في حزب الوحدة الشعبية و«نائبة» في برلمان 2004-2010.
- 2011 - 2014 : قيادية في حزب المبادرة (ناطقة رسمية).
- 2016 - أكتوبر 2018 : قيادية في الاتحاد الوطني الحر (ناطقة رسمية ثم مكلفة بمهام رئيس الحزب).
- أكتوبر 2018 - مارس 2019 : قيادية في نداء تونس بحكم انصهار حزبها فيه.
- مارس 2019 - ماي 2019 : قيادية في الاتحاد الوطني الحر.
- شاركت في كلّ المحطّات السياسية ما بعد الثورة التونسيّة أهمها الحوار الوطني بقيادة الرباعي.
- منذ ماي 2019 : قيادية في حزب قلب تونس (ناطقة رسمية).
- نوفمبر 2019 - 30 مارس 2022 : شغلت منصب النائبة الأولى لرئيس مجلس نواب الشعب بترشيح من حزب قلب تونس.

## المسيرة السياسية

### قبلالثورة
كانت الشواشي ناشطة سياسية منذ عام 2000، حيث كانت عضوا بمجلس النواب خلال الفترة الممتدة من سنة 2004 إلى 2011، وكانت لها عدة أنشطة في البرلمانات الدولية.

### بعدالثورة
انتخبت في أكتوبر 2019 نائبة عن دائرة تونس 1 الإنتخابية ثم انتُخبت في 13 نوفمبر/تشرين الثاني 2019 نائبة أولى لرئيس البرلمان بعد حصولها على 109 صوت.

#### أداءها البرلماني
حتى 25 يوليو 2021، بلغت نسبة حضور سميرة الشواشي في الجلسات العامة بالبرلمان حوالي %90 ونسبة المشاركة في التصويت على مشاريع القوانين حوالي %91 بينما لم تقدم أي مقترحات تشريعية أو مساءلة للحكومة.

### معارضتها إجراءات 25 يوليو 2021
في أول رد فعل لها بعد قرارات الرئيس قيس سعيد تجميد إختصاصات البرلمان ورفع الحصانة عن جميع النواب بالإضافة إلى إقالة حكومة هشام المشيشي، ظهرت سميرة الشواشي رفقة رئيس البرلمان راشد الغنوشي أمام مقر مجلس النواب في فجر يوم 26 يوليو بعد إغلاقه بمدرعات الجيش، وطالبت السماح لها بممارسة مهامها الدستورية حسب قولها. كما دار حوار بينها وبين أحد الجنود أمام بوابة المجلس، حيث قالت الشواشي متوجهة لأفراد الوحدة العسكرية قائلة: «نحن اقسمنا على حماية الدستور»..  فأجابها جندي: «نحن اقسمنا على حماية الوطن».. الأمر الذي علق عليه الرئيس قيس سعيد لاحقا، واعتبر أن رد الجندي «سيخلّده التاريخ وسيبقى عابرا للزمن وللتاريخ وللقارات» حسب وصفه.
انضمت الشواشي لحملة «مواطنون ضد الإنقلاب» وهي مبادرة تأسست في نوفمبر 2021 لمعارضة إجراءات الرئيس قيس سعيد. قادت الحملة مظاهرات الـ14 من نوفمبر 2021 في ساحة باردو قرب مقر البرلمان والمطالبة بإستئناف العمل بالدستور والبرلمان. وقالت سميرة الشواشي في تصريحات صحفية، أن «كل تحركات حراك مواطنون ضد الانقلاب كانت و لازالت في اطار الديمقراطية عبر تنظيم وقفات احتجاجية مؤكدة ان ما حصل في 25 جويلية هو انقلاب على الدستور و الشرعية». التحقت لاحقا بـ«جبهة الخلاص الوطني» المعارضة للرئيس سعيد.

## الحياة الشخصية
متزوجة من ابن محمد بوشيحة (رئيس حزب الوحدة الشعبية سابقاً) ولها ابن واحد.